# 2022年密歇根州州務卿選舉
2022年密歇根州州務卿選舉將於2022年11月8日舉行，選舉密歇根州州務卿。 現任民主黨州務卿喬斯林·本森尋求連任連任。 活動家克里斯蒂娜·卡拉莫錯誤地聲稱唐納德·特朗普在2020年總統大選中贏得了密歇根州，她是該職位的共和黨候選人。